# Federazione calcistica della Liberia
La Federazione calcistica della Liberia (in inglese Liberia Football Association, acronimo LFA) è l'ente che governa il calcio in Liberia.
Fondata nel 1936, si affiliò alla FIFA e alla CAF nel 1962. Ha sede nella capitale Monrovia e controlla il campionato nazionale, la coppa nazionale e la Nazionale del paese.